# Coub
«Coub» («куб») — російський сайт-відеохостинг, який дозволяє своїм користувачам публікувати короткі зациклені відеоролики з несинхронним звуковим супроводом — «куби» . Цей проєкт, аналогічний сервісу «Vine» від компанії «Twitter» , стартував у квітні 2012 року .

## Історія
Відеохостинг розпочав роботу у квітні 2012 року. Його створили брати Антон та Ігор Гладкобородови, а також Михайло Табунов.
У грудні 2013 був випущений клієнт сайту під iOS . На початку 2020 року у платформи закінчилися кошти на розвиток, тому Coub перейшов під контроль та управління компанії «Комітет». 15 березня 2022 року сайт повідомив, що закриється 1 квітня. Проте на початку квітня на сайті відеохостингу з'явилося повідомлення, що він продовжить роботу з новою командою та без реклами. 18 квітня нещодавно запущений офіційний Telegram-канал Coub повідомив, що новими власниками компанії є «приватна технологічна компанія зі штаб-квартирою у Швейцарії».

## Контент сайту
Сайт дозволяє користувачам публікувати короткі зациклені відеоролики (тривалістю до 10 секунд) — «куби»  . Ролики можуть мати звуковий супровід, що не синхронізований зі своїм вмістом і значно перевищує за тривалістю відеофрагмент. Втім, можна домогтися синхронності звукової доріжки і відео, якщо досягти кратності їх тривалості.
Ролики можуть бути як завантажені на сайт з пам'яті комп'ютера, так і імпортовані з сервісів «YouTube» та «Vimeo» . Додаток під iOS, своєю чергою, підтримує завантаження відео і звуку тільки з пам'яті пристрою . Звукову доріжку розпізнає робот і дає посилання на iTunes .
До грудня 2021 року аудиторія сервісу складала близько 3 млн користувачів на місяць.